# 法爾希爾斯 (新澤西州)
法爾希爾斯（英語：Far Hills）是位於美國新澤西州薩默塞特縣的自治市鎮。

## 人口
根據2020年美國人口普查的數據，法爾希爾斯的面積為12.69平方千米，當中陸地面積為12.55平方千米，而水域面積為0.14平方千米。當地共有人口924人，而人口密度為每平方千米73人。